# Голотерії
Голотерії (Holotheria) — інфраклас ссавців, що охоплює всіх нащадків останнього пращура Kuehneotherium і звірів (Theria) (група, яка включає сумчастих і плацентарних ссавців).

## Класифікація
Згідно з McKenna/Bell (1997):
- Клас Ссавці (Mammalia)
  - Підклас Theriiformes
    - Інфраклас Holotheria
      - Рід †Chronoperates?
      - Надлегіон †Kuehneotheria
        - Рід †Woutersia
        - Родини †Kuehneotheriidae

      - Надлегіон Trechnotheria
        - Легіон †Symmetrodonta — парафілетичний
          - Рід †Casamiquelia?
          - Рід †Thereuodon?
          - Рід †Atlasodon?
          - Рід †Eurylambda?
          - Рід †Peralestes?
          - Рід †Shuotherium?
          - Ряд †Amphidontoidea
            - Родина †Amphidontidae

          - Ряд †Spalacotherioidea
            - Рід †Gobiotheriodon?
            - Рід †Maotherium
            - Рід †Zhangeotherium
            - Родина †Tinodontidae
            - Родина †Barbereniidae?
              - Рід †Guirogatherium?
              - Рід †Barberenia?

            - Родина †Spalacotheriidae
              - Рід †Microderson
              - Рід †Shalbaatar
              - Рід †Spalacotherium
              - Підродина †Spalacolestinae
                - Рід †Symmetrolestes
                - Рід †Akidolestes
                - Рід †Heishanlestes
                - Рід †Spalacotheroides
                - Рід †Spalacotheridium
                - Рід †Spalacolestes
                - Рід †Symmetrodontoides

        - Легіон Cladotheria
          - Рід †Butlerigale?
          - Родина †Ausktribosphenidae?
          - Підлегіон †Dryolestoidea
            - Ряд †Dryolestida
            - Ряд †Amphitheriida

          - Підлегіон Zatheria
            - Інфралегіон †Peramura
            - Інфралегіон Tribosphenida
              - Рід †Ambondro?
              - Рід †Hypomylos?
              - Рід †Montanalestes?
              - Рід †Tribactonodon?
              - Надкогорта †Aegialodontia
                - Родина †Aegialodontidae
                  - Рід †Aegialodon
                  - Рід †Kielantherium

              - Надкогорта Звірі (Theria)
                - Ряд †Deltatheroida
                - Ряд †Asiadelphia
                - Когорта Сумчасті (Marsupialia)
                  - Магноряд Австралодельфи (Australidelphia)
                  - Надряд Дромероподібні (Microbiotheria)
                  - Надряд Eometatheria
                    -                       - Ряд †Yalkaparidontia
                      - Ряд Сумчасті кроти (Notoryctemorphia)

                    - Грандряд Хижі сумчасті (Dasyuromorphia)
                    - Грандряд Syndactyli
                      - Ряд Peramelia
                      - Ряд Дворізцеподібні (Diprotodontia)

                  - Магноряд Ameridelphia

                - Когорта Плацентарні (Placentalia)
                  -                     -                       - Ряд †Bibymalagasia

                  - Магноряд Неповнозубі (Xenarthra)
                  - Магноряд Epitheria

Згідно з Wang, Clemens, Hu & Li, 1998
- Клас Mammalia
  - Підклас Theriiformes
    - ІнфракласHolotheria
      - Рід †Chronoperates?
      - Надлегіон †Kuehneotheria
      - Надлегіон Trechnotheria
        - Родина †Amphidontidae
        - Надродина †Spalacotheroidea
        - Легіон Symmetrodonta
          - Рід †Asfaltomylos?
          - Рід †Atlasodon?
          - Родина †Ausktribosphenidae?
          - Рід †Casamiquelia?
          - Рід †Thereuodon?
          - Рід †Eurylambda?
          - Рід †Shuotherium
          - Легіон Cladotheria
            - Рід †Butlerigale?
            - Підлегіон †Dryolestoidea
              - Ряд †Dryolestida

            - Ряд †Amphitheriida
              - Рід †Amphitherium
              - Підлегіон Zatheria
                - Рід †Arguitherium?
                - Рід †Arguimus?
                - Рід †Nanolestes?
                - Рід †Vincelestes?
                - Інфралегіон †Peramura
                - Інфралегіон Tribosphenida